# Planescape: Torment
Planescape: Torment este un joc video de rol dezvoltat de Black Isle Studios și publicat de Interplay Entertainment. Lansat pentru Microsoft Windows la 12 decembrie 1999, jocul are loc în multiversul Planescape⁠(d), o campanie de fantezie Dungeons & Dragons. Motorul jocului este o versiune modificată a Infinity Engine, care a fost folosit pentru primul Baldur's Gate de la BioWare, un joc D&D anterior stabilit în campania Forgotten Realms.
Planescape: Torment este în primul rând bazat pe poveste, lupta nefiind prezentată în mod proeminent. Protagonistul, cunoscut sub numele de Cel fără nume (The Nameless One), este un om nemuritor care uită totul dacă este ucis. Jocul se concentrează pe călătoria sa prin orașul Sigil și alte dimensiuni pentru a-și recupera amintirile din aceste vieți anterioare și pentru a descoperi de ce a ajuns nemuritor în primul rând. Mai multe personaje din joc se pot alătura Celui fără nume în călătoria sa; majoritatea acestor personaje l-au întâlnit în trecut sau au fost influențate de acțiunile sale într-un fel.
Jocul nu a fost un succes comercial, dar a primit aprecieri ale criticii și de atunci a devenit un idol clasic.  Jurnaliștii de jocuri video au pretins că ar fi fi cel mai bun joc video de rol din 1999. A fost lăudat pentru dialogul său captivant, pentru decorul întunecat și relativ obscur și pentru personajul unic al protagonistului, care se diferențiază de multe caracteristici ale jocului de rol tradițional. Este de obicei considerat unul dintre cele mai bune jocuri video din toate timpurile și continuă să primească multă atenție după lansarea sa. O versiune nouă, cu îmbunătățiri realizate pentru platformele moderne, a fost realizată de Beamdog⁠(d) și a fost lansată pentru Microsoft Windows, Linux, macOS, Android și iOS în aprilie 2017 și pentru Nintendo Switch, PlayStation 4 și Xbox One în octombrie 2019.

## Gameplay
Planescape: Torment este construit pe motorul Infinity de la BioWare, care prezintă jucătorului o lume pre-randată într-o perspectivă izometrică în care personajele jucătorului sunt controlate. Setul de reguli ale jocului se bazează pe Advanced Dungeons & Dragons ediția a 2-a. În Planescape: Torment, jucătorul joacă rolul Celui fără nume (The Nameless One), care este un om nemuritor care uită totul dacă este ucis. Explorarea se face făcând clic pe teren pentru a se deplasa sau pe obiecte și personaje pentru a interacționa cu ele. Obiecte și vrăji pot fi folosite prin scurtături de tastatură, „quick slots” sau un meniu radial. O alternativă la armură este utilizarea tatuajelor magice, care pot fi aplicate Celui fără nume și anumitor alte personaje pentru a le îmbunătăți abilitățile.
Jocul începe cu crearea personajului, în care jucătorul îi atribuie puncte de abilități, cum ar fi puterea, inteligența și carisma Celui fără nume. Acesta începe jocul ca o clasă de luptător, dar mai târziu jucătorul îl poate schimba liber într-un pungaș sau vrăjitor. Jucătorul poate recruta însoțitori pe tot parcursul jocului pentru a se alătura grupului. Există șapte potențiali însoțitori, dar maximum cinci îl pot însoți pe Cel fără nume la un moment dat. Conversația este frecventă între membrii grupului, având loc atât aleatoriu, cât și în timpul conversațiilor cu alte personaje care nu sunt jucătoare. Jocul⁠(d) se concentrează adesea pe rezolvarea misiunilor prin dialog, mai degrabă decât prin luptă, iar multe dintre luptele jocului pot fi rezolvate sau evitate prin dialog sau prin camuflare.  Cel fără nume are un jurnal, care îl ajută pe jucător să țină evidența numeroaselor misiuni și  intrigi secundare ale jocului. Deoarece Cel fără nume este nemuritor, terminarea punctelor de sănătate nu impune de obicei nicio penalizare în afară de reapariția într-un alt loc.
Planescape: Torment folosește sistemul de aliniere a personajelor D&D, în care perspectiva și filosofia etică și morală a unui personaj sunt determinate pe baza axelor bine vs. rău sau lege vs. haos. În Planescape: Torment, Cel fără nume începe ca un „adevărat neutru”, dar acest aspect poate fi schimbat treptat în funcție de acțiunile personajului de-a lungul jocului, reacțiile personajelor nejucătoare ale jocului diferind în funcție de acest lucru.

## Prezentare

### Cadru
Planescape: Torment este plasat în „multiversul” Planescape,  un cadru de campanie Dungeons & Dragons care constă din diferite planuri de existență, creaturi care trăiesc în acestea (cum ar fi diavolii, modronii și zeitățile), de asemenea proprietăți diferite ale magiei infuzează fiecare plan.
O mare parte din Planescape: Torment are loc în Sigil, un oraș mare situat în vârful unei spirale infinit de înaltă aflate în centrul multiversului, care conectează planurile între ele printr-o serie de portaluri. Orașul este supravegheat de puternica Lady of Pain, în timp ce numeroase facțiuni controlează diferite funcții ale orașului legate de viziunea asupra lumii a fiecărui grup, Cel fără nume putând să se alăture mai multor dintre aceste facțiuni în timpul jocului. Povestea trece în cele din urmă în alte planuri, cum ar fi Baator și Carceri, unde Cel fără nume continuă să descopere mai multe despre trecutul său. Pe parcursul jocului, Cel fără nume află încet despre încarnările sale anterioare și despre influența pe care acestea au avut-o asupra lumii.

### Personaje
Protagonistul este cunoscut drept Cel fără nume, un om blestemat să fie nemuritor de mii de ani. De fiecare dată când moare, o altă persoană din multivers moare pentru a-i alimenta învierea. La renaștere, Cel Fără Nume își amintește puțin sau deloc din viața sa anterioară și, adesea, are o personalitate complet diferită față de înainte.
Când începe jocul, Cel fără nume se trezește într-o morgă ca urmare a ultimei sale morți. Apoi pornește într-o căutare pentru a descoperi cum a murit și de ce este nemuritor, sperând, de asemenea, că aventura îl va ajuta să-și recapete amintirile din încarnările sale trecute.
În timpul căutării sale, Cel fără nume întâlnește mai multe personaje care i se pot alătura ca însoțitori: Morte⁠(d), Annah-of-the-Shadows, Dak'kon, Ignus, Nordom, Fall-From-Grace și Vhailor. Aceste personaje jucabile pot interacționa, de asemenea, cu Cel fără nume pentru a avansa în intriga jocului.
Morte este un craniu plutitor cinic originar din Stâlpul craniilor (Pillar of Skulls) din Baator, o entitate grotescă compusă din capete țipătoare ale unor indivizi care i-au sfătuit necinstit pe alții în timpul vieții lor. Morte este prezent la începutul jocului în morgă și îl urmărește loial pe Cel Fără Nume, parțial din vinovăție pentru că a provocat moartea unora dintre încarnările sale anterioare. Cel fără nume o întâlnește pe Annah -of-the-Shadows în afara morgii, dar ea nu se alătură grupului decât într-un moment ulterior al jocului. Dak'kon este un monstru githzerai, care a făcut odată un jurământ să-l ajute pe Cel Fără Nume până la moartea sa, dar i-a devenit sclav pentru veșnicie pentru că nu știa despre nemurirea lui. Ignus este o ființă piromană care a fost cândva un ucenic mag al uneia dintre încarnările trecute ale Celui fără nume.
În Rubikon Dungeon Construct, Cel fără nume îl poate găsi pe Nordom, un modron deconectat de mintea colectivă a speciei sale.
Fall-From-Grace este un succub care acționează ca proprietară a Bordelului Poftelor Intelectuale Stinse din Sigil; spre deosebire de alți succubus, ea nu este interesată să seducă muritorii. Vhailor, găsit sub orașul Curst, în planul Outlands, este în esență o armură animată dedicată slujirii justiției fără milă.
Printre personajele notabile non-jucătoare se numără Deionarra, o fostă iubită a uneia dintre încarnările trecute ale Celui fără nume, care a murit ca urmare a acțiunilor sale imorale; Ravel Puzzlewell, o  night hag⁠(d) care a ajutat prima încarnare a Cel Fără Nume să devină nemuritoare; Trias Trădătorul, un deva decăzut care decide să ia lucrurile în propriile mâini din cauza deziluziei sale față de poziția zeilor în lupta cu forțele malefice; Coaxmetal, un golem uriaș închis într-un turn de asediu din Sigil, care fabrică arme pentru ca locuitorii planurilor să se distrugă reciproc în numele entropiei și Cel Transcendent (Transcendent One), întruchiparea mortalității Celui fără nume și boss-ul final al jocului.

## Dezvoltare
În 1997, designerii jocului au compus un document de 47 de pagini care sublinia premisa și viziunea jocului și a fost folosit pentru a prezenta ideea conducerii de la Interplay. Inițial, jocul urma să se numească Last Rites și au descris jocul ca unul de fantezie „de avangardă” pentru a-l deosebi de fantezia înaltă. Documentul conținea, de asemenea, lucrări de artă conceptuală pentru personaje și zone ale jocului. A fost unul dintre cele trei jocuri Planescape dezvoltate de Black Isle la acea vreme, împreună cu un joc PlayStation de Colin McComb⁠(d) bazat pe King's Field⁠(d) de la FromSoftware și un joc pentru computer de Zeb Cook⁠(d); celelalte două au fost anulate și doar Last Rites a fost lansat ca Torment. McComb, unul dintre designerii decorului din Planescape, s-a alăturat proiectului Torment după ce jocul său a fost anulat.
De la început, designerii Planescape: Torment au vrut să conteste convențiile tradiționale ale jocurilor de rol: jocul nu prezintă dragoni, elfi, goblini sau alte rase fantastice comune; în joc apar doar trei săbii; șobolanii cu care se confruntă în joc pot fi destul de dificil de înfrânt; iar nemorții se dovedesc uneori mai simpatici decât oamenii. Designerii au explicat că majoritatea RPG-urilor tind să aibă o abordare „corectă” pentru rezolvarea problemelor, care este aproape întotdeauna abordarea morală bună. Ei au numit acest lucru „previzibil și stupid” și au dorit să facă un joc cu o mai mare flexibilitate morală. Misiunea principală nu este salvarea lumii, ci înțelegerea naturii Celui fără nume și a nemuririi sale. Moartea (a protagonistului sau a însoțitorilor săi) este adesea doar o piedică minoră și chiar necesară uneori.

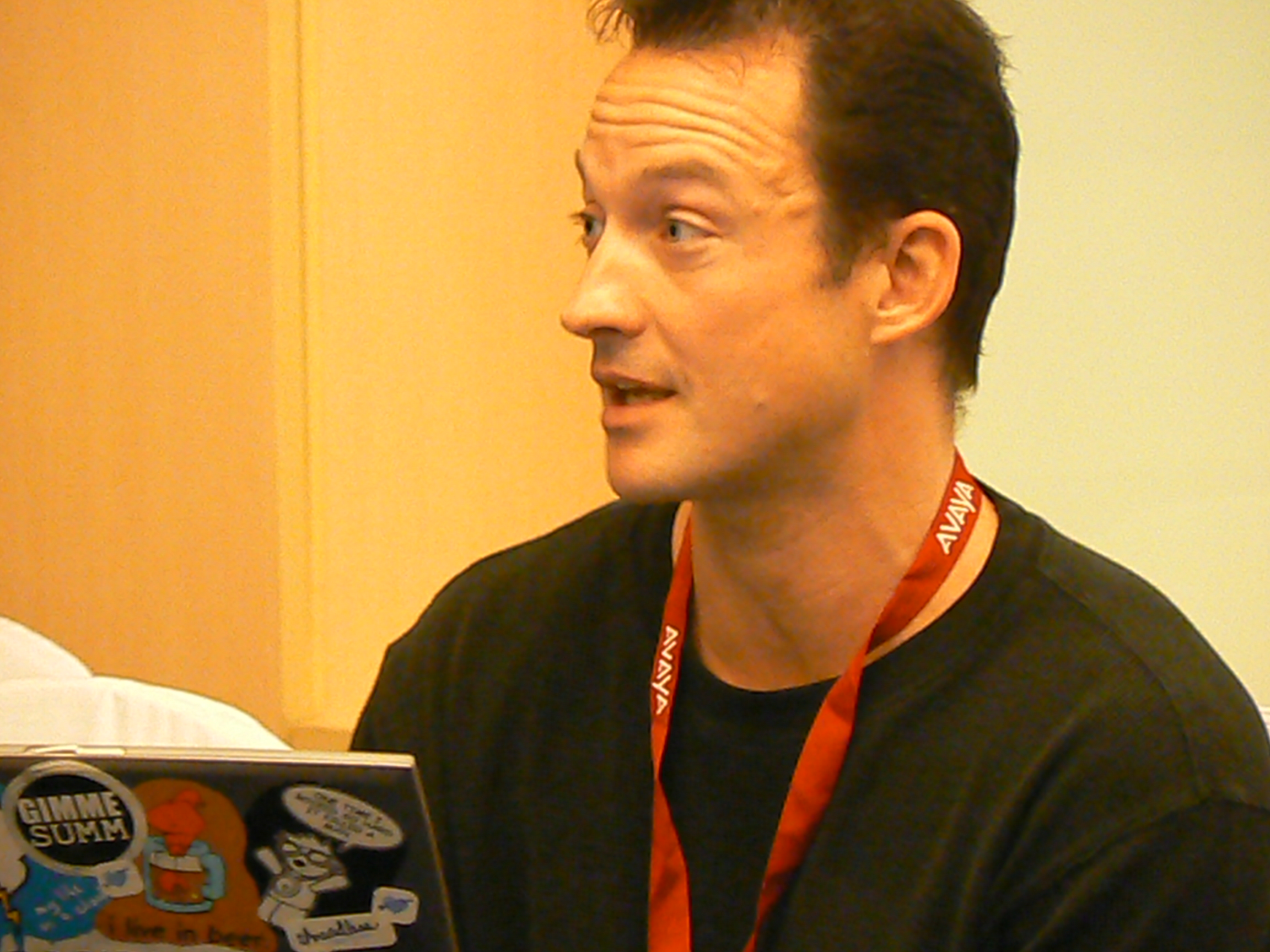
Designerul și scriitorul principal în 2009

Potrivit designerului și scriitorului principal Chris Avellone, Planescape: Torment a fost inspirat din cărți, benzi desenate și jocuri, inclusiv Archie Comics⁠(d), The Chronicles of Amber, The Elementals⁠(d) și Shadowrun⁠(d). Schița jocului din 1997 face, de asemenea, trimiteri la Stăpânul inelelor pentru a descrie unele personaje. În timp ce lucra la Planescape: Torment, Avellone a lucrat simultan la Fallout 2⁠(d). Într-un interviu din 2007, el spune că Fallout 2 l-a ajutat să regândească posibilitățile de dialog din Planescape: Torment (și în jocurile ulterioare în care a fost implicat, inclusiv Neverwinter Nights 2). Producătorul Guido Henkel⁠(d) a comentat despre simplificarea regulilor AD&D: „cred că încă luăm regulile AD&D foarte în serios și respectăm acele reguli. Doar ne luăm libertatea de a înlătura o parte din cele generale.” Genericul jocului citează și Final Fantasy VII⁠(d) ca inspirație.
Avellone a remarcat că multe dintre ideile din joc „ar fi putut fi comunicate doar prin text, pur și simplu pentru că nimeni nu ar avea bugetul sau resursele pentru a realiza pe deplin multe dintre aceste lucrări fantastice prin TV sau filme”. În cele din urmă, Avellone și-a exprimat un oarecare regret față de concentrarea puternică a jocului pe dialog, deoarece consideră că acest lucru a interferat cu mecanica generală a jocului, în special cu sistemul de luptă. Scenariul jocului conține aproximativ 800.000 de cuvinte, după ce avanpremierele timpurii au indicat că jocul va dura doar aproximativ 20 de ore. 
În mai multe interviuri, producătorul Guido Henkel a declarat că este din ce în ce mai frustrat de presiunea pe care conducerea Interplay a pus-o asupra echipei de dezvoltare după oferta publică inițială a Interplay. Deși doar câteva intrigi secundare și personaje suplimentare au trebuit să fie eliminate pentru a respecta data de lansare planificată, el a acuzat conducerea Interplay că nu a luat în considerare echipa de dezvoltare în ceea ce privește aspecte precum designul ambalajului și marketingul. Henkel a spus că obiectivul său principal era să împiedice jocul să fie „invalidat” înainte de a părăsi Interplay atunci când jocul a ajuns la statutul beta. El a susținut, de asemenea, că influența sa generală asupra jocului a fost mai mare decât cea a lui Avellone, Eric Campanella sau Dave Maldonaldo, dar din moment ce un producător trebuie să ia adesea decizii nepopulare, rolul lui a fost ulterior minimizat. În 2011, Henkel a dezvăluit, de asemenea, că fața Celui fără nume de pe ambalaj se bazează pe chipul său real, deoarece cu o zi înainte ca ședința foto de copertă să fie programată să aibă loc, modelul contractat să apară pe cutie a avut un conflict de programare, așa că lui Guido Henkel i s-a propus să-și folosească fața. Machiajul a durat aproximativ două ore, iar fotografierile au durat 45 de minute, a spus Henkel: „Fața mea era roșie ca sfecla și a ars pentru tot restul zilei, din cauza solventului care a fost folosit pentru îndepărtarea machiajului. Cu toate acestea, a meritat totul.”
Jocul a folosit Infinity Engine, un motor de joc dezvoltat inițial de BioWare pentru Baldur's Gate. Cu toate acestea, Planescape: Torment a fost dezvoltat folosind Infinity Engine înainte ca Baldur's Gate să fi fost lansat, fiind încă necunoscută acceptarea motorului pe piață. Black Isle a făcut modificări ale motorului pentru a se potrivi jocului. Dimensiuni și detalii mai mari au fost obținute prin aducerea perspectivei mai aproape de teren. Magia a fost, de asemenea, o parte importantă a designului jocului, iar o echipă de patru designeri a lucrat exclusiv la elementele vizuale și mecanice ale vrăjilor.
Inițial, Interplay l-a angajat pe muzicianul dark ambient Lustmord⁠(d) pentru a crea coloana sonoră. A lucrat la proiect timp de patru luni, scriind peste 40 de piese originale. Cu toate acestea, cu doar șase săptămâni înainte de lansarea jocului, unul dintre producători s-a răzgândit cu privire la genul muzical al jocului, acesta a vrut să sune mai puțin ambiental și „mai mult ca muzica lui John Williams”. Fiind prima dată când a lucrat la un proiect de joc video, Lustmord a considerat experiența „teribilă”, refolosind în cele din urmă unele piese în albumul său din 2001, Metavoid. Având nevoie rapid de o coloană sonoră, Interplay l-a contactat și l-a rugat pe Mark Morgan, care a mai lucrat și la alte jocuri Black Isle Studios. Două teme suplimentare au fost scrise de Richard Band. Distribuția de actori de voce a jocului i-a inclus pe Michael T. Weiss⁠(d), Sheena Easton⁠(d), Rob Paulsen, Mitch Pileggi, Dan Castellaneta și Tony Jay⁠(d).
După lansarea jocului, un recenzor de la Game Revolution i-a lăudat sunetul, spunând că atunci „când ești într-un oraș aglomerat, sună ca un oraș aglomerat. Treci pe lângă un bar și auzi zgomotul celor beți dinăuntru. Rătăciți lângă o licitație de sclavi și veți auzi strigând licitatorul. Mergeți la o petrecere în sala festivalului și sună ca o petrecere”. Același recenzor a mai spus că „ Planescape are aproape cel mai bun sunet pe care l-am auzit vreodată într-un joc”.
IGN a dat sunetului nota 8,5 din 10 și a remarcat că „jocul are o vorbire și efecte sonore fantastice, dar ceea ce este mai impresionant este modul în care se estompează și se estompează în funcție de cât de aproape ești de ele”.

## Adaptări
O carte cu același nume a fost scrisă de Ray și Valerie Vallese și lansată de Wizards of the Coast în 1999. Intriga cărții urmează doar vag povestea jocului, conferind un rol mult mai mare lui Fhjull Forked-Tongue, un personaj secundar minor din joc care îl sfătuiește pe Cel Fără Nume să caute Stâlpul Craniilor din primul strat al lui Baator pentru răspunsuri. De asemenea, sfârșitul cărții diferă semnificativ de cel al jocului. Cartea nu a urmat materialul sursă în adaptarea personajelor jocului; de exemplu, în joc, lipsa unui nume a personajului principal este un semn al stării sale incomplete și o sursă de protecție în a fi anonim. În carte, protagonistul își alege un nume propriu și este numit „Thane” de către asociații săi. Maciej Miszczyk de la Hardcore Gaming 101 a considerat că lucrarea scrisă este „fadă și neinteresantă”, neoferind „nimic nou celor care au câștigat deja jocul” și o „alternativă inferioară” pentru cei care nu au experimentat încă jocul.
Pentru relansarea jocului din 2010 pe GOG.com, a fost inclusă o a doua adaptare scrisă, mai precisă, produsă de Rhyss Hess, bazată pe scenariul jocului de Chris Avellone și Colin McComb⁠(d).
O a treia adaptare scrisă a fost finalizată în 2013 de fani printr-o combinație a textului din joc, a lucrării lui Rhyss Hess și a unui text bazat pe Let's Play⁠(d) de către utilizatorul ShadowCatboy pe forumul Something Awful⁠(d). Proiectul a fost editat de Logan Stromberg și este considerat cea mai bună adaptare a jocului.

## Recepție
La lansare, Planescape: Torment a primit pe scară largă elogii ale criticii. Recenzorul GameSpot a spus că „este în mod clar cel mai bun joc de rol tradițional pe computer al anului”, un comentariu pe care site-ul l-a extins ulterior la „unul dintre cele mai bune jocuri din toate timpuri”. Allen Rausch, scriind pentru retrospectiva GameSpy⁠(d) din 2004 „A History of D&D Video Games”, a comentat că Black Isle Studios „a  creat o experiență cu totul unică, care nu a fost încă egalată de niciun RPG de atunci”. Modul de joc a fost adesea comparat cu Baldur's Gate, un alt joc Interplay care a folosit același motor ca și Planescape: Torment. Robert Mayer de la Computer Games Magazine⁠(d) a comentat că a fost „un joc întunecat și interesant. Există o mulțime de umor macabru, niște referințe sexuale destul de deviante și suficientă ciudățenie pentru a-i trimite pe adepții fanteziei tolkiene să alerge după copiile lor ale Hobbitului” Kieron Gillen de la PC Gamer UK a comentat că „Planescape: Torment încearcă să fie iconoclast în cele mai stereotipizate genuri. Îl încurajăm.”